# Øystein Bråten
Øystein Bråten, född 21 juli 1995 i Geilo, är en norsk freestyleåkare.
Bråten tävlade i slopestyle vid de olympiska freestyletävlingarna i Sotji 2014 och slutade på en åttonde plats. Det stora genombrottet kom 2017 då han tog guld i slopestyle vid X Games-tävlingarna i Aspen och Hafjell.
I januari 2018 tog Bråten silver i både big air och slopestyle vid X-Games i Aspen och vid olympiska vinterspelen 2018 i Pyeongchang tog han en guldmedalj i slopestyle.